# ATP-toernooi van Houston
Het ATP-toernooi van Houston is een jaarlijks terugkerend tennistoernooi voor mannen dat wordt georganiseerd in het Amerikaanse Houston. De officiële naam van het toernooi is de Fayez Sarofim & Co. U.S. Men's Clay Court Championship.
Het is het enige Amerikaanse ATP-toernooi dat wordt gespeeld op gravel en het toernooi valt in de categorie ATP World Tour 250, de laagste categorie van de ATP. Het toernooi wordt vanaf 1910 gehouden.
In 2007, nadat het toernooi zes jaar op dezelfde rode gravelbanen werd gespeeld als op Roland Garros, wisselde het toernooi naar Har-Tru groen gravel. In 2008 werd het toernooi verplaatst naar River Oaks Country Club, waar sinds 2005 wordt gespeeld op kastanjebruin Har-Tru gravel. In 2008 zijn de banen van de River Oaks Country Club gerenoveerd, de baansoort bleef hetzelfde.

## Finales

### Enkelspel
| Jaar                                                        | Ondergrond             | Winnaar                                | Verliezend finalist                    | Uitslag                                |
| Omaha, Nebraska                                             | Omaha, Nebraska        | Omaha, Nebraska                        | Omaha, Nebraska                        | Omaha, Nebraska                        |
| ----------------------------------------------------------- | ---------------------- | -------------------------------------- | -------------------------------------- | -------------------------------------- |
| 1910                                                        | Gravel                 | Melville H. Long                       | Walter Merrill Hall                    | 6–0, 6–1, 6–1                          |
| 1911                                                        | Gravel                 | Walter T. Hayes                        | Percy D. Siverd                        | 7–5, 6–2, 6–1                          |
| Pittsburgh, Pennsylvania                                    |                        |                                        |                                        |                                        |
| 1912                                                        | Gravel                 | Richard Norris Williams                | Walter T. Hayes                        | 6–3, 6–1, 8–6                          |
| Omaha, Nebraska                                             |                        |                                        |                                        |                                        |
| 1913                                                        | Gravel                 | John R. Strachan                       | Walter Merrill Hall                    | 6–0, 6–4, 4–6, 6–4                     |
| Cincinnati, Ohio                                            |                        |                                        |                                        |                                        |
| 1914                                                        | Gravel                 | Clarence Griffin                       | Elia Fottrell                          | 3–6, 6–8, 8–6, 6–0, 6–2                |
| Pittsburgh, Pennsylvania                                    |                        |                                        |                                        |                                        |
| 1915                                                        | Gravel                 | Richard Norris Williams (2)            | Clarence Griffin                       | forfait                                |
| Cleveland, Ohio                                             |                        |                                        |                                        |                                        |
| 1916                                                        | Gravel                 | Willis E. Davis                        | Conrad B. Doyle                        | 6–2, 7–5, 6–3                          |
| 1917                                                        | Gravel                 | Samuel Hardy                           | Charles Garland                        | 3–6, 6–1, 6–3, 6–3                     |
| Chicago, Illinois                                           |                        |                                        |                                        |                                        |
| 1918                                                        | Gravel                 | Bill Tilden                            | Charles Garland                        | 6–4, 6–4, 3–6, 6–2                     |
| 1919                                                        | Gravel                 | William Johnston                       | Bill Tilden                            | 6–0, 6–1, 4–6, 6–2                     |
| 1920                                                        | Gravel                 | Roland Roberts                         | Vincent Richards                       | 6–3, 6–1, 6–3                          |
| 1921                                                        | Gravel                 | Walter T. Hayes                        | Alexander Squair                       | 6–0, 6–2, 6–4                          |
| Indianapolis, Indiana                                       |                        |                                        |                                        |                                        |
| 1922                                                        | Gravel                 | Bill Tilden (2)                        | Zenzo Shimizu                          | 7–5, 6–3, 6–1                          |
| 1923                                                        | Gravel                 | Bill Tilden (3)                        | Manuel Alonso                          | 6–2, 6–8, 6–1, 7–5                     |
| Kansas City, Missouri                                       |                        |                                        |                                        |                                        |
| 1924                                                        | Gravel                 | Bill Tilden (4)                        | Harvey Snodgrass                       | 6–2, 6–1, 6–1                          |
| 1925                                                        | Gravel                 | Bill Tilden (5)                        | George Lott                            | 3–6, 6–3, 2–6, 6–2, 8–6                |
| Detroit, Michigan                                           |                        |                                        |                                        |                                        |
| 1926                                                        | Gravel                 | Bill Tilden (6)                        | Brian Norton                           | forfait                                |
| 1927                                                        | Gravel                 | Bill Tilden (7)                        | John F. Hennessey                      | 6–4, 6–1, 6–2                          |
| 1928                                                        | Niet gehouden          | Niet gehouden                          | Niet gehouden                          | Niet gehouden                          |
| Indianapolis, Indiana                                       |                        |                                        |                                        |                                        |
| 1929                                                        | Gravel                 | Emmett Paré                            | J. Gilbert Hall                        | 6–4, 6–3, 4–6, 3–6, 6–1                |
| Kansas City, Missouri                                       |                        |                                        |                                        |                                        |
| 1930                                                        | Gravel                 | Bryan Grant                            | Wilbur F. Coen                         | 6–2, 6–4, 6–2                          |
| St. Louis, Missouri                                         |                        |                                        |                                        |                                        |
| 1931                                                        | Gravel                 | Ellsworth Vines                        | Keith Gledhill                         | 6–3, 6–3, 6–                           |
| Memphis, Tennessee                                          |                        |                                        |                                        |                                        |
| 1932                                                        | Gravel                 | George Lott                            | Bryan Grant                            | 3–6, 6–2, 3–6, 6–3, 6–3                |
| Chicago, Illinois                                           |                        |                                        |                                        |                                        |
| 1933                                                        | Gravel                 | Frank Parker                           | Gene Mako                              | 6–3, 6–3, 6–3                          |
| 1934                                                        | Gravel                 | Bryan Grant (2)                        | Donald Budge                           | 6–2, 8–6, 6–3                          |
| 1935                                                        | Gravel                 | Bryan Grant (3)                        | Frank Parker (1)                       | 4–6, 6–1, 3–6, 6–3, 6–0                |
| River Forest, Illinois                                      |                        |                                        |                                        |                                        |
| 1936                                                        | Gravel                 | Bobby Riggs                            | Frank Parker                           | 6–1, 6–8, 6–4                          |
| Chicago, Illinois                                           |                        |                                        |                                        |                                        |
| 1937                                                        | Gravel                 | Bobby Riggs (2)                        | Joe Hunt                               | 6–3, 4–6, 6–3, 6–4                     |
| River Forest, Illinois                                      |                        |                                        |                                        |                                        |
| 1938                                                        | Gravel                 | Bobby Riggs (3)                        | Gardnar Mulloy                         | 6–4, 5–7, 4–6, 6-1, 7–5                |
| Chicago, Illinois                                           |                        |                                        |                                        |                                        |
| 1939                                                        | Gravel                 | Frank Parker (2)                       | Gardnar Mulloy                         | 6–3, 6–0, 5–7, 6–1                     |
| 1940                                                        | Gravel                 | Donald McNeill                         | Bobby Riggs                            | 6–1, 6–4, 6–8, 6–3                     |
| River Forest, Illinois                                      |                        |                                        |                                        |                                        |
| 1941                                                        | Gravel                 | Frank Parker (3)                       | Bobby Riggs                            | 6–3, 7–5, 6–8, 4–6, 6–3                |
| St. Louis, Missouri                                         |                        |                                        |                                        |                                        |
| 1942                                                        | Gravel                 | Seymour Greenberg                      | Harris Everett                         | 5–7, 7–5, 7–9, 7–5, 8–6                |
| Detroit, Michigan                                           |                        |                                        |                                        |                                        |
| 1943                                                        | Gravel                 | Seymour Greenberg (2)                  | William Talbert                        | 6–1, 4–6, 6–3, 6–3                     |
| 1944                                                        | Gravel                 | Pancho Segura                          | William Talbert                        | 6–3, 2–6, 7–5, 6–3                     |
| Chicago, Illinois                                           |                        |                                        |                                        |                                        |
| 1945                                                        | Gravel                 | William Talbert                        | Pancho Segura                          | 6–4, 4–6, 6–2, 2–6, 6–2                |
| River Forest, Illinois                                      |                        |                                        |                                        |                                        |
| 1946                                                        | Gravel                 | Frank Parker (4)                       | William Talbert                        | 6–4, 6–4, 6–2                          |
| Salt Lake City, Utah                                        |                        |                                        |                                        |                                        |
| 1947                                                        | Gravel                 | Frank Parker (5)                       | Ted Schroeder                          | 8–6, 6–2, 6–4                          |
| River Forest, Illinois                                      |                        |                                        |                                        |                                        |
| 1948                                                        | Gravel                 | Pancho Gonzales                        | Nick Carter                            | 7–5, 6–2, 6–3                          |
| 1949                                                        | Gravel                 | Pancho Gonzales (2)                    | Frank Parker                           | 6–1, 3–6, 8–6, 6–3                     |
| 1950                                                        | Gravel                 | Herbert Flam                           | Ted Schroeder                          | 6–1, 6–2, 6–2                          |
| 1951                                                        | Gravel                 | Tony Trabert                           | Arthur Larsen                          | 6–8, 2–6, 6–4, 6–3, 8–6                |
| 1952                                                        | Gravel                 | Arthur Larsen                          | Richard Savitt                         | 4–6, 6–4, 6–2, 6–4                     |
| 1953                                                        | Gravel                 | Vic Seixas                             | Hamilton Richardson                    | 6–2, 6–4, 6–3                          |
| 1954                                                        | Gravel                 | Bernard Bartzen                        | Tony Trabert                           | 6–4, 4–6, 6–0, 6–2                     |
| Atlanta, Georgia                                            |                        |                                        |                                        |                                        |
| 1955                                                        | Gravel                 | Tony Trabert (2)                       | Bernard Bartzen                        | 10–8, 6–1, 6–4                         |
| River Forest, Illinois                                      |                        |                                        |                                        |                                        |
| 1956                                                        | Gravel                 | Herbert Flam (2)                       | Edward Moylan                          | 3–6, 6–3, 1–6, 6–3, 6–3                |
| 1957                                                        | Gravel                 | Vic Seixas (2)                         | Herbert Flam                           | 1–6, 8–6, 6–1, 6–3                     |
| 1958                                                        | Gravel                 | Bernard Bartzen                        | Sam Giammalva                          | 3–6, 7–5, 6–2, 6–2                     |
| 1959                                                        | Gravel                 | Bernard Bartzen (2)                    | Whitney Reed                           | 6–0, 8–6, 9–7                          |
| 1960                                                        | Gravel                 | Barry MacKay                           | Bernard Bartzen                        | 4–6, 7–5, 6–4, 6–0                     |
| 1961                                                        | Gravel                 | Bernard Bartzen (3)                    | Donald Dell                            | 6–1, 2–6, 6–2, 6–0                     |
| Chicago, Illinois                                           |                        |                                        |                                        |                                        |
| 1962                                                        | Gravel                 | Chuck McKinley                         | Fred Stolle                            | 6–3, 8–6, 6–4                          |
| River Forest, Illinois                                      |                        |                                        |                                        |                                        |
| 1963                                                        | Gravel                 | Chuck McKinley (2)                     | Dennis Ralston                         | 6–2, 6–2, 6–4                          |
| 1964                                                        | Gravel                 | Dennis Ralston                         | Chuck McKinley                         | 6–2, 6–2, 6–1                          |
| 1965                                                        | Gravel                 | Dennis Ralston (2)                     | Cliff Richey                           | 6–4, 4–6, 6–4, 6–3                     |
| Milwaukee, Wisconsin                                        |                        |                                        |                                        |                                        |
| 1966                                                        | Gravel                 | Cliff Richey                           | Frank Froehling                        | 13–11, 6–1, 6–3                        |
| 1967                                                        | Gravel                 | Arthur Ashe                            | Marty Riessen                          | 4–6, 6–3, 6–1, 7–5                     |
| ↓ open tijdperk ↓                                           |                        |                                        |                                        |                                        |
| 1968                                                        | Gravel                 | Clark Graebner                         | Stan Smith                             | 6–3, 7–5, 6–0                          |
| Indianapolis, Indiana - Woodstock Club                      |                        |                                        |                                        |                                        |
| 1969                                                        | Gravel                 | Željko Franulović (1)                  | Arthur Ashe                            | 8-6, 6-3, 6-4                          |
| 1970                                                        | Gravel                 | Cliff Richey (2)                       | Stan Smith                             | 6-2, 10-8, 3-6, 6-1                    |
| 1971                                                        | Gravel                 | Željko Franulović (2)                  | Cliff Richey                           | 6-3, 6-4, 0-6, 6-3                     |
| 1972                                                        | Gravel                 | Bob Hewitt                             | Jimmy Connors                          | 7-6, 6-1, 6-2                          |
| 1973                                                        | Gravel                 | Manuel Orantes (1)                     | Georges Goven                          | 6-4, 6-1, 6-4                          |
| Indianapolis, Indiana - Indianapolis Racquet Club           |                        |                                        |                                        |                                        |
| 1974                                                        | Gravel                 | Jimmy Connors (1)                      | Björn Borg                             | 5-7, 6-3, 6-4                          |
| 1975                                                        | Gravel                 | Manuel Orantes (2)                     | Arthur Ashe                            | 6-2, 6-2                               |
| 1976                                                        | Gravel                 | Jimmy Connors (2)                      | Wojtek Fibak                           | 6-2, 6-4                               |
| 1977                                                        | Gravel                 | Manuel Orantes (3)                     | Jimmy Connors                          | 6-1, 6-3                               |
| 1978                                                        | Gravel                 | Jimmy Connors (3)                      | José Higueras                          | 7-5, 6-1                               |
| Indianapolis, Indiana - Indianapolis Sports Center          |                        |                                        |                                        |                                        |
| 1979                                                        | Gravel                 | Jimmy Connors (4)                      | Guillermo Vilas                        | 6-1, 2-6, 6-4                          |
| 1980                                                        | Gravel                 | José Luis Clerc (1)                    | Mel Purcell                            | 7-5, 6-3                               |
| 1981                                                        | Gravel                 | José Luis Clerc (2)                    | Ivan Lendl                             | 4-6, 6-4, 6-2                          |
| 1982                                                        | Gravel                 | José Higueras                          | Jimmy Arias                            | 7-5, 5-7, 6-3                          |
| 1983                                                        | Gravel                 | Jimmy Arias                            | Andrés Gómez                           | 6-4, 2-6, 6-4                          |
| 1984                                                        | Gravel                 | Andrés Gómez (1)                       | Balázs Taróczy                         | 6-0, 7-6                               |
| 1985                                                        | Gravel                 | Ivan Lendl                             | Andrés Gómez                           | 6-1, 6-3                               |
| 1986                                                        | Gravel                 | Andrés Gómez (2)                       | Thierry Tulasne                        | 6-4, 7-6                               |
| 1987                                                        | Gravel                 | Mats Wilander                          | Kent Carlsson                          | 7-5, 6-3                               |
| Charleston, South Carolina - Wild Dunes                     |                        |                                        |                                        |                                        |
| 1988                                                        | Gravel                 | Andre Agassi                           | Jimmy Arias                            | 6-2, 6-2                               |
| 1989                                                        | Gravel                 | Jay Berger                             | Lawson Duncan                          | 6-4, 6-3                               |
| Kiawah Island, South Carolina - East Beach Tennis Club      |                        |                                        |                                        |                                        |
| 1990                                                        | Gravel                 | David Wheaton                          | Mark Kaplan                            | 6-4, 6-4                               |
| Charlotte, North Carolina - Olde Providence Racquet Club    |                        |                                        |                                        |                                        |
| 1991                                                        | Gravel                 | Jaime Yzaga                            | Jimmy Arias                            | 6-3, 7-5                               |
| 1992                                                        | Gravel                 | MaliVai Washington                     | Claudio Mezzadri                       | 6-3, 6-3                               |
| 1993                                                        | Gravel                 | Horacio de la Peña                     | Jaime Yzaga                            | 3-6, 6-3, 6-4                          |
| Birmingham, Alabama - Brook Highland Racquet Club           |                        |                                        |                                        |                                        |
| 1994                                                        | Gravel                 | Jason Stoltenberg                      | Gabriel Markus                         | 6-3, 6-4                               |
| Pinehurst, North Carolina - Pinehurst Resort & Country Club |                        |                                        |                                        |                                        |
| 1995                                                        | Gravel                 | Thomas Enqvist                         | Javier Frana                           | 6-3, 3-6, 6-3                          |
| 1996                                                        | Gravel                 | Fernando Meligeni                      | Mats Wilander                          | 6-4, 6-2                               |
| Orlando, Florida - Disney's Wide World of Sports Complex    |                        |                                        |                                        |                                        |
| 1997                                                        | Gravel                 | Michael Chang                          | Grant Stafford                         | 4-6, 6-2, 6-1                          |
| 1998                                                        | Gravel                 | Jim Courier                            | Michael Chang                          | 7-5, 3-6, 7-5                          |
| 1999                                                        | Gravel                 | Magnus Norman                          | Guillermo Cañas                        | 6-0, 6-3                               |
| 2000                                                        | Gravel                 | Fernando González                      | Nicolás Massú                          | 6-2, 6-3                               |
| Houston, Texas - Westside Tennis Club                       |                        |                                        |                                        |                                        |
| 2001                                                        | Gravel                 | Andy Roddick (1)                       | Lee Hyung-taik                         | 7-5, 6-3                               |
| 2002                                                        | Gravel                 | Andy Roddick (2)                       | Pete Sampras                           | 7-6(9), 6-3                            |
| 2003                                                        | Gravel                 | Andre Agassi                           | Andy Roddick                           | 3-6, 6-3, 6-4                          |
| 2004                                                        | Gravel                 | Tommy Haas                             | Andy Roddick                           | 6-3, 6-4                               |
| 2005                                                        | Gravel                 | Andy Roddick (3)                       | Sébastien Grosjean                     | 6-2, 6-2                               |
| 2006                                                        | Gravel                 | Mardy Fish                             | Jürgen Melzer                          | 3-6, 6-4, 6-3                          |
| 2007                                                        | Gravel (groen)         | Ivo Karlović                           | Mariano Zabaleta                       | 6-4, 6-1                               |
| Houston, Texas - River Oaks Country Club                    |                        |                                        |                                        |                                        |
| 2008                                                        | Gravel (kastanjebruin) | Marcel Granollers                      | James Blake                            | 6-4, 1-6, 7-5                          |
| 2009                                                        | Gravel (kastanjebruin) | Lleyton Hewitt                         | Wayne Odesnik                          | 6-2, 7-5                               |
| 2010                                                        | Gravel (kastanjebruin) | Juan Ignacio Chela                     | Sam Querrey                            | 5-7, 6-4, 6-3                          |
| 2011                                                        | Gravel (kastanjebruin) | Ryan Sweeting                          | Kei Nishikori                          | 6-4, 7-6(3)                            |
| 2012                                                        | Gravel (kastanjebruin) | Juan Mónaco (1)                        | John Isner                             | 6-2, 3-6, 6-3                          |
| 2013                                                        | Gravel (kastanjebruin) | John Isner                             | Nicolás Almagro                        | 6-3, 7-5                               |
| 2014                                                        | Gravel (kastanjebruin) | Fernando Verdasco                      | Nicolás Almagro                        | 6-3, 7-6(4)                            |
| 2015                                                        | Gravel (kastanjebruin) | Jack Sock                              | Sam Querrey                            | 7-6(9), 7-6(2)                         |
| 2016                                                        | Gravel (kastanjebruin) | Juan Mónaco (2)                        | Jack Sock                              | 3-6, 6-3, 7-5                          |
| 2017                                                        | Gravel (kastanjebruin) | Steve Johnson (1)                      | Thomaz Bellucci                        | 6-4, 4-6, 7-6(5)                       |
| 2018                                                        | Gravel (kastanjebruin) | Steve Johnson (2)                      | Tennys Sandgren                        | 7-6(2), 2-6, 6-4                       |
| 2019                                                        | Gravel (kastanjebruin) | Christian Garín                        | Casper Ruud                            | 7-6(4), 4-6, 6-3                       |
| 2020 2021                                                   | Gravel (kastanjebruin) | Geen toernooi wegens de coronapandemie | Geen toernooi wegens de coronapandemie | Geen toernooi wegens de coronapandemie |
| 2022                                                        | Gravel (kastanjebruin) | Reilly Opelka                          | John Isner                             | 6–3, 7–6(7)                            |
| 2023                                                        | Gravel (kastanjebruin) | Frances Tiafoe                         | Tomás Martín Etcheverry                | 7–6(1), 7–6(6)                         |
| 2024                                                        | Gravel (kastanjebruin) | Ben Shelton                            | Frances Tiafoe                         | 7–5, 4–6, 6-3                          |
| 2025                                                        | Gravel (kastanjebruin) | Jenson Brooksby                        | Frances Tiafoe                         | 6-4, 6-2                               |

### Dubbelspel
| Jaar                                     | Ondergrond             | Winnaar                                | Verliezend finalist                      | Uitslag                                |
| Indianapolis, Indiana                    | Indianapolis, Indiana  | Indianapolis, Indiana                  | Indianapolis, Indiana                    | Indianapolis, Indiana                  |
| ---------------------------------------- | ---------------------- | -------------------------------------- | ---------------------------------------- | -------------------------------------- |
| 1969                                     | Gravel                 | Clark Graebner (1) Bill Bowrey         | Dick Crealy Allan Stone                  | 6-4, 4-6, 6-4                          |
| 1970                                     | Gravel                 | Arthur Ashe Clark Graebner (2)         | Ilie Năstase Ion Țiriac                  | 2-6, 6-4, 6-4                          |
| 1971                                     | Gravel                 | Željko Franulović Jan Kodeš            | Clark Graebner Erik van Dillen           | 7-6, 5-7, 6-3                          |
| 1972                                     | Gravel                 | Bob Hewitt Frew McMillan (1)           | Patricio Cornejo Jaime Fillol            | 6-2, 6-3                               |
| 1973                                     | Gravel                 | Frew McMillan (2) Bob Carmichael       | Manuel Orantes Ion Țiriac                | 6-3, 6-4                               |
| 1974                                     | Gravel                 | Jimmy Connors Ilie Năstase             | Jürgen Fassbender Hans-Jürgen Pohmann    | 6-7, 6-3, 6-4                          |
| 1975                                     | Gravel                 | Manuel Orantes Juan Gisbert            | Wojtek Fibak Hans-Jürgen Pohmann         | 7-5, 6-0                               |
| 1976                                     | Gravel                 | Raúl Ramírez Brian Gottfried           | Fred McNair Sherwood Stewart             | 6-2, 6-2                               |
| 1977                                     | Gravel                 | Patricio Cornejo Jaime Fillol          | Dick Crealy Cliff Letcher                | 6-7, 6-4, 6-3                          |
| 1978                                     | Gravel                 | Hank Pfister Gene Mayer (1)            | Jeff Borowiak Chris Lewis                | 6-3, 6-1                               |
| 1979                                     | Gravel                 | John McEnroe Gene Mayer (2)            | Jan Kodeš Tomáš Šmíd                     | 6-4, 7-6                               |
| 1980                                     | Gravel                 | Steve Denton (1) Kevin Curren (1)      | Wojtek Fibak Ivan Lendl                  | 3-6, 7-6, 6-4                          |
| 1981                                     | Gravel                 | Steve Denton (2) Kevin Curren (2)      | Raúl Ramírez Van Winitsky                | 6-3, 5-7, 7-5                          |
| 1982                                     | Gravel                 | Ferdi Taygan Sherwood Stewart (1)      | Robbie Venter Blaine Willenborg          | 6-4, 7-5                               |
| 1983                                     | Gravel                 | Sherwood Stewart (2) Mark Edmondson    | Carlos Kirmayr Cassio Motta              | 6-3, 6-2                               |
| 1984                                     | Gravel                 | Ken Flach (1) Robert Seguso (1)        | Heinz Günthardt Balázs Taróczy           | 7-6, 7-5                               |
| 1985                                     | Gravel                 | Ken Flach (2) Robert Seguso (2)        | Pavel Složil Kim Warwick                 | 6-4, 6-4                               |
| 1986                                     | Gravel                 | Hans Gildemeister Andrés Gómez         | John Fitzgerald Sherwood Stewart         | 6-4, 6-3                               |
| 1987                                     | Gravel                 | Laurie Warder Blaine Willenborg        | Joakim Nyström Mats Wilander             | 6-0, 6-3                               |
| Charleston, South Carolina               |                        |                                        |                                          |                                        |
| 1988                                     | Gravel                 | Pieter Aldrich Danie Visser            | Jorge Lozano Todd Witsken                | 7-6, 6-3                               |
| 1989                                     | Gravel                 | Mikael Pernfors Tobias Svantesson      | Agustín Moreno Jaime Yzaga               | 6-4, 4-6, 7-5                          |
| Kiawah Island, South Carolina            |                        |                                        |                                          |                                        |
| 1990                                     | Gravel                 | Scott Davis David Pate                 | Jim Grabb Leonardo Lavalle               | 6-2, 6-3                               |
| Charlotte, North Carolina                |                        |                                        |                                          |                                        |
| 1991                                     | Gravel                 | Rick Leach Jim Pugh                    | Bret Garnett Greg Van Emburgh            | 6-3, 2-6, 6-3                          |
| 1992                                     | Gravel                 | Steve DeVries David Macpherson         | Bret Garnett Jared Palmer                | 6-4, 7-6                               |
| 1993                                     | Gravel                 | Rikard Bergh Trevor Kronemann          | Javier Frana Leonardo Lavalle            | 6-1, 6-2                               |
| Birmingham, Alabama                      |                        |                                        |                                          |                                        |
| 1994                                     | Gravel                 | Richey Reneberg Christo van Rensburg   | Brian MacPhie David Witt                 | 2-6, 6-3, 6-2                          |
| Pinehurst, North Carolina                |                        |                                        |                                          |                                        |
| 1995                                     | Gravel                 | Todd Woodbridge (1) Mark Woodforde     | Alex O'Brien Sandon Stolle               | 6-2, 6-4                               |
| 1996                                     | Gravel                 | Pat Cash Patrick Rafter                | Ken Flach David Wheaton                  | 6-2, 6-3                               |
| Orlando, Florida                         |                        |                                        |                                          |                                        |
| 1997                                     | Gravel                 | Mark Merklein Vincent Spadea           | Alex O'Brien Jeff Salzenstein            | 6-4, 4-6, 6-4                          |
| 1998                                     | Gravel                 | Grant Stafford Kevin Ullyett           | Michael Tebbutt Mikael Tillström         | 4-6, 6-4, 7-5                          |
| 1999                                     | Gravel                 | Jim Courier Todd Woodbridge (2)        | Bob Bryan Mike Bryan                     | 7-6(4), 6-4                            |
| 2000                                     | Gravel                 | Leander Paes (1) Jan Siemerink         | Justin Gimelstob Sebastien Lareau        | 6-3, 6-4                               |
| Houston, Texas - Westside Tennis Club    |                        |                                        |                                          |                                        |
| 2001                                     | Gravel                 | Mahesh Bhupathi Leander Paes (2)       | Kevin Kim Jim Thomas                     | 7-6(4), 6-2                            |
| 2002                                     | Gravel                 | Mardy Fish (1) Andy Roddick            | Jan-Michael Gambill Graydon Oliver       | 6-4, 6-4                               |
| 2003                                     | Gravel                 | Mark Knowles (1) Daniel Nestor (1)     | Jan-Michael Gambill Graydon Oliver       | 6-4, 6-3                               |
| 2004                                     | Gravel                 | James Blake (1) Mardy Fish (2)         | Rick Leach Brian MacPhie                 | 6-3, 6-4                               |
| 2005                                     | Gravel                 | Mark Knowles (2) Daniel Nestor (2)     | Martín García Luis Horna                 | 6-3, 6-4                               |
| 2006                                     | Gravel                 | Michael Kohlmann Alexander Waske       | Julian Knowle Jürgen Melzer              | 5-7, 6-4, [10-5]                       |
| 2007                                     | Gravel (groen)         | Bob Bryan (1) Mike Bryan (1)           | Mark Knowles Daniel Nestor               | 7-6(3), 6-4                            |
| Houston, Texas - River Oaks Country Club |                        |                                        |                                          |                                        |
| 2008                                     | Gravel (kastanjebruin) | Ernests Gulbis Rainer Schüttler        | Pablo Cuevas Marcel Granollers           | 7-5, 7-6(3)                            |
| 2009                                     | Gravel (kastanjebruin) | Bob Bryan (2) Mike Bryan (2)           | Jesse Levine Ryan Sweeting               | 6-1, 6-2                               |
| 2010                                     | Gravel (kastanjebruin) | Bob Bryan (3) Mike Bryan (3)           | Stephen Huss Wesley Moodie               | 6-3, 7-5                               |
| 2011                                     | Gravel (kastanjebruin) | Bob Bryan (4) Mike Bryan (4)           | John Isner Sam Querrey                   | 6-7(4), 6-2, [10-5]                    |
| 2012                                     | Gravel (kastanjebruin) | James Blake (2) Sam Querrey            | Treat Huey Dominic Inglot                | 7-6, 6-4                               |
| 2013                                     | Gravel (kastanjebruin) | Jamie Murray John Peers                | Bob Bryan Mike Bryan                     | 1-6, 7-6(3), [12-10]                   |
| 2014                                     | Gravel (kastanjebruin) | Bob Bryan (5) Mike Bryan (5)           | David Marrero Fernando Verdasco          | 4-6, 6-4, [11-9]                       |
| 2015                                     | Gravel (kastanjebruin) | Ričardas Berankis Tejmoeraz Gabasjvili | Treat Huey Scott Lipsky                  | 6-4, 6-4                               |
| 2016                                     | Gravel (kastanjebruin) | Bob Bryan (6) Mike Bryan (6)           | Víctor Estrella Burgos Santiago González | 4-6, 6-3, [10-8]                       |
| 2017                                     | Gravel (kastanjebruin) | Julio Peralta Horacio Zeballos         | Dustin Brown Frances Tiafoe              | 4-6, 7-5, [10-6]                       |
| 2018                                     | Gravel (kastanjebruin) | Maks Mirni Philipp Oswald              | Andre Begemann Antonio Šančić            | 6-7(2), 6-4, [11-9]                    |
| 2019                                     | Gravel (kastanjebruin) | Santiago González Aisam-ul-Haq Qureshi | Ken Skupski Neal Skupski                 | 3-6, 6-4, [10-6]                       |
| 2020 2021                                | Gravel (kastanjebruin) | Geen toernooi wegens de coronapandemie | Geen toernooi wegens de coronapandemie   | Geen toernooi wegens de coronapandemie |
| 2022                                     | Gravel (kastanjebruin) | Matthew Ebden Max Purcell              | Ivan Sabanov Matej Sabanov               | 6–3, 6–3                               |
| 2023                                     | Gravel (kastanjebruin) | Max Purcell (2) Jordan Thompson        | Julian Cash Henry Patten                 | 4–6, 6–4, [12–10]                      |
| 2024                                     | Gravel (kastanjebruin) | Max Purcell (3) Jordan Thompson (2)    | William Blumberg John Peers              | 7–5, 6–1                               |
| 2025                                     | Gravel (kastanjebruin) | Fernando Romboli John-Patrick Smith    | Federico Agustín Gómez Santiago González | 6-1, 6-4                               |

## Statistieken

### Meeste enkelspeltitels
| Aantal titels | Speler                  | Jaren                                    |
| ------------- | ----------------------- | ---------------------------------------- |
| 7             | Bill Tilden             | 1919, 1922, 1923, 1924, 1925, 1926, 1927 |
| 5             | Frank Parker            | 1933, 1939, 1941, 1946, 1947             |
| 4             | Jimmy Connors           | 1974, 1976, 1978, 1979                   |
| 3             | Bryan Grant             | 1930, 1934, 1935                         |
| 3             | Bobby Riggs             | 1936, 1937, 1938                         |
| 3             | Bernard Bartzen         | 1954, 1956, 1961                         |
| 3             | Manuel Orantes          | 1973, 1975, 1977                         |
| 3             | Andy Roddick            | 2001, 2002, 2005                         |
| 2             | Richard Norris Williams | 1912, 1915                               |
| 2             | Pancho Gonzales         | 1948, 1949                               |
| 2             | Tony Trabert            | 1951, 1955                               |
| 2             | Vic Seixas              | 1953, 1957                               |
| 2             | Chuck McKinley          | 1962, 1963                               |
| 2             | Dennis Ralston          | 1964, 1965                               |
| 2             | Cliff Richey            | 1966, 1970                               |
| 2             | Željko Franulović       | 1969, 1971                               |
| 2             | José Luis Clerc         | 1980, 1981                               |
| 2             | Andrés Gómez            | 1984, 1986                               |
| 2             | Juan Mónaco             | 2012, 2016                               |
| 2             | Steve Johnson           | 2017, 2018                               |

### Meeste enkelspeltitels per land
| Aantal titels | Land              |
| ------------- | ----------------- |
| 83            | Verenigde Staten  |
| 6             | Argentinië        |
| 6             | Spanje            |
| 3             | Ecuador           |
| 3             | Zweden            |
| 2             | Australië         |
| 2             | Chili             |
| 2             | Joegoslavië       |
| 1             | Brazilië          |
| 1             | Duitsland         |
| 1             | Kroatië           |
| 1             | Peru              |
| 1             | Tsjecho-Slowakije |
| 1             | Zuid-Afrika       |

(Bijgewerkt t/m 2025)

### Enkel- en dubbelspeltitel in hetzelfde jaar (Open tijdperk)
| Tennisser         | Jaar |
| ----------------- | ---- |
| Željko Franulović | 1971 |
| Bob Hewitt        | 1972 |
| Jimmy Connors     | 1974 |
| Manuel Orantes    | 1975 |
| Andrés Gómez      | 1986 |
| Andy Roddick      | 2002 |

1969 · 1970 · 1971 · 1972 · 1973 · 1974 · 1975 · 1976 · 1977 · 1978 · 1979 · 1980 · 1981 · 1982 · 1983 · 1984 · 1985 · 1986 · 1987 · 1988 · 1989 · 1990 · 1991 · 1992 · 1993 · 1994 · 1995 · 1996 · 1997 · 1998 · 1999 · 2000 · 2001 · 2002 · 2003 · 2004 · 2005 · 2006 · 2007 · 2008 · 2009 · 2010 · 2011 · 2012 · 2013 · 2014 · 2015 · 2016 · 2017 · 2018 · 2019 · 2020 · 2021 · 2022 · 2023 · 2024
ITF-toernooien (mannen en vrouwen)

ATP-toernooien (mannen) – ATP-seizoen 2025

WTA-toernooien (vrouwen) – WTA-seizoen 2025

Voormalige toernooien mannen
Voormalige toernooien vrouwen
Voormalige amateurtoernooien